# Jaya (cantante)
Jaya, pseudonimo di María Luisa Ramsey (Manila, 21 marzo 1970), è una cantante filippina.
Di origine giamaicana, è stata la prima artista filippina ad entrare nella classifica Billboard Hot 100 statunitense con il singolo If You Leave Me Now (1990).
Jaya è attiva anche come attrice televisiva, produttrice discografica e ballerina.

## Discografia

### Album studio
- 1989 - Jaya (USA)
- 1996 - Jaya (Filippine)
- 1997 - In the Raw
- 1998 - Kung Kailan Pasko
- 1999 - A Love Album (Giappone)
- 1999 - Honesty
- 2001 - Unleashed
- 2005 - Fall in Love Again
- 2007 - Cool Change
- 2009 - Real.Love.Stories.
- 2011 - All Souled Out

### Raccolte
- 2000 - Five
- 2006 - Silver Series
- 2009 - 18 Greatest Hits

### Album live
- 2001 - Jaya Live at the Araneta